# Tran
Tran je vrlo masno ulje koje se dobiva prešanjem ili zagrijavanjem masnog tkiva sisavaca koji žive u moru, kitova i tuljana. U novije vrijeme su u tranu pronađeni prirodni sastojci koji su jako slični sredstvima za zaštitu od požara. 
Tran ima vrlo neugodan miris i okus. Do 1860-tih tran se dobivao prije svega od kitova kuhanjem komada njihovog masnog tkiva, a koristio se kao gorivo za svjetiljke i sredstvo za podmazivanje. Nakon toga za te svrhe se uglavnom prešlo na korištenje petroleja. Od početka 20. stoljeća se tran koristi kao sirovina za proizvodnju margarina. Osim toga, služi u proizvodnji sapuna i kao podloga za kreme u kozmetici i farmaceutskoj proizvodnji. 